# Сен-Сирг-ан-Монтань
Сен-Сирг-ан-Монта́нь (фр. Saint-Cirgues-en-Montagne, окс. Sant Cirgues en Montagne) — коммуна во Франции, находится в регионе Рона — Альпы. Департамент коммуны — Ардеш. Входит в состав кантона Монпеза-су-Бозон. Округ коммуны — Ларжантьер.
Код INSEE коммуны — 07224.

## Население
Население коммуны на 2008 год составляло 249 человек.
| 1962 | 1968 | 1975 | 1982 | 1990 | 1999 | 2008 |
| ---- | ---- | ---- | ---- | ---- | ---- | ---- |
| 453  | 498  | 462  | 397  | 361  | 285  | 249  |

## Экономика
В 2007 году среди 141 человека в трудоспособном возрасте (15—64 лет) 112 были экономически активными, 29 — неактивными (показатель активности — 79,4 %, в 1999 году было 70,4 %). Из 112 активных работали 104 человека (65 мужчин и 39 женщин), безработных было 8 (3 мужчин и 5 женщин). Среди 29 неактивных 10 человек были учениками или студентами, 8 — пенсионерами, 11 были неактивными по другим причинам.

## Достопримечательности
- Церковь Сен-Сир

## Фотогалерея

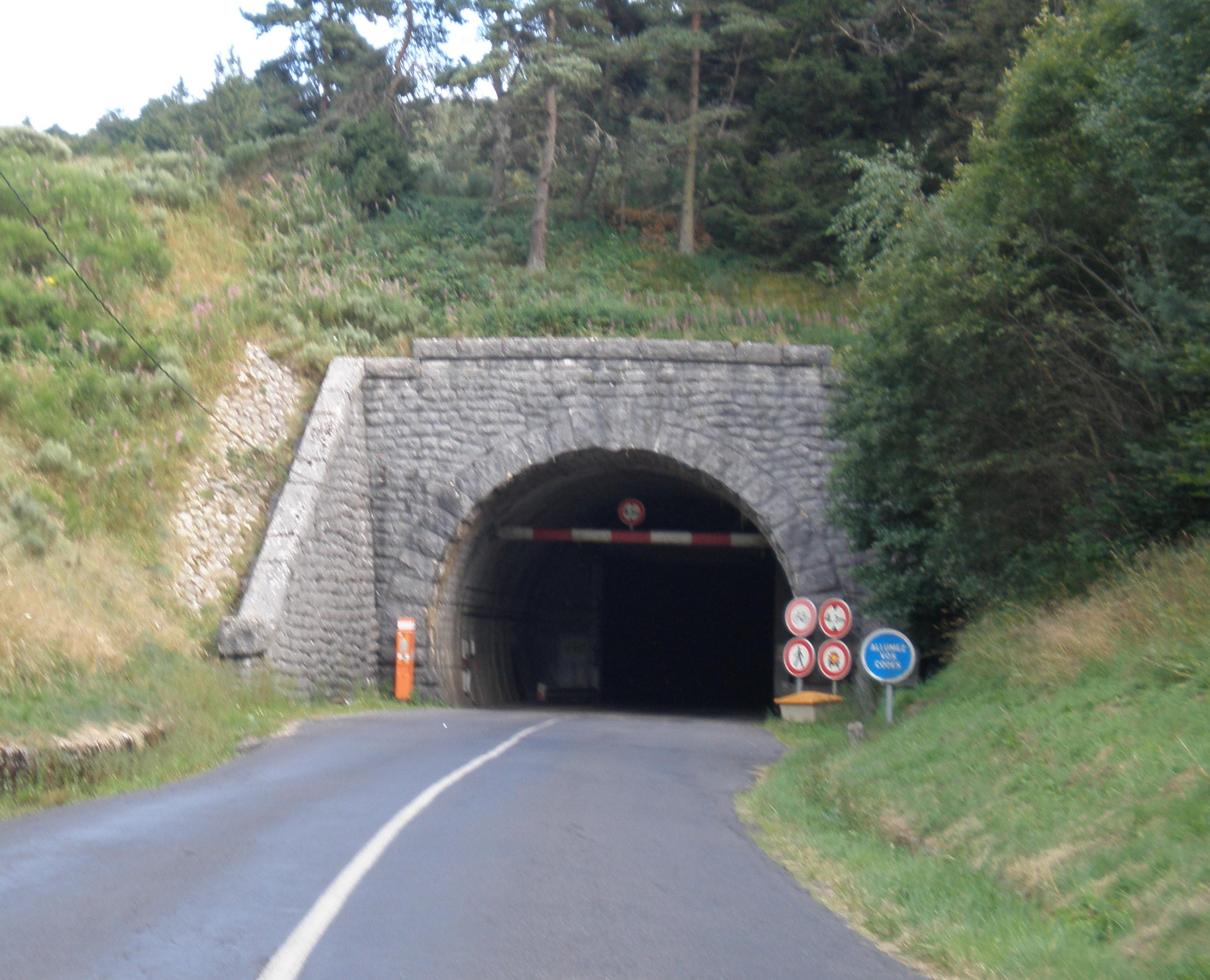
Туннель Ру
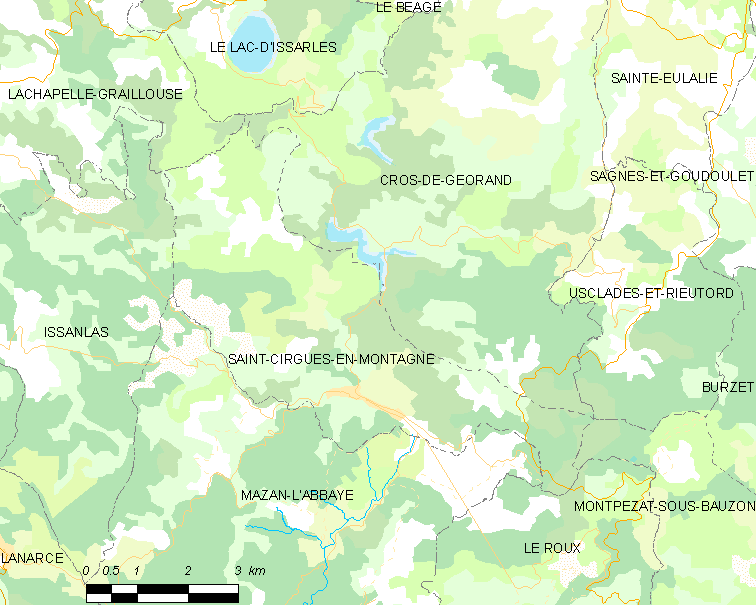
Карта коммуны